# Cissus fragilis
Cissus fragilis är en vinväxtart som beskrevs av Ernst Meyer. Cissus fragilis ingår i släktet Cissus och familjen vinväxter. Inga underarter finns listade i Catalogue of Life.